# Abu Osama al-Masri
Muhammad Ahmad 'Ali al-Isawi, conocido como Abu Osama al-Masri (en árabe: أبو أسامة المصري) (Gobernación de Sinaí del Norte, 1973 - 15 de noviembre de 2018) es un erudito egipcio y líder de la rama del Estado Islámico en la Península del Sinaí, conocido como Wilayat Sinai.

## Historia
Se cree que al-Masri nació en Sinaí del norte y fue criado en Sharqia en el Delta del Nilo. Su kunya significa 'padre de Osama el Egipcio'.
Hasta 2015, se cree que al-Masri tiene 42 años de edad. También se ha informado que era un importador de ropa que estudió en la Universidad de al-Azhar, una de las principales universidades sunitas de El Cairo.
Previo a la revolución egipcia de 2011, se pensaba que él estuvo encarcelado por un cierto período.
En octubre de 2014, se cree que viajó a Siria con aproximadamente 20 seguidores, cuando las fuerzas de seguridad reprimieron a los militantes luego de que el ex-Presidente egipcio Mohamed Morsi fuese derrocado en el golpe de Estado de 2013.
al-Masri fue miembro de Ansar Bait al-Maqdis, el antiguo nombre del grupo que rindió lealtad hacia el Estado Islámico.

## Estado Islámico en el Sinaí
Durante gran parte de su estadía en el grupo, al-Masri ejerció como el principal portavor de los medios de comunicación
En mayo de 2015, se difundió una grabación en donde al-Masri llamó a atentar en contra de los jueces egipcios, diciendo: "Es incorrecto que los tiranos [jueces] encarcelen a nuestros hermanos, envenenen sus alimentos (...) los vigilen en las calles (...) destruyen sus hogares con bombas si les es posible."
En el verano de 2015, al-Masri junto con sus partidarios publicaron un vídeo en donde decapitaron a 4 civiles beduinos, a quienes los acusaron de entregar información a espías israelíes para colaborar en los ataques por medio de drones. También han realizado redadas en Israel, incluyendo un atentado en el área turística de Eilat y hacia un oleoducto.
En noviembre de 2015, se convirtió en uno de los sospechosos hacia el derribo del Vuelo Metrojet 9268. Se adjudicó la responsabilidad del dicho “nosotros fuimos quienes lo derribamos [Vuelo Metrojet 9268] por la gracia de Alá, y no estamos obligados a anunciar el método en que lo derribamos.”
En agosto de 2016, al-Masri pasó a ser líder del Wilayah Sinai.

## Muerte
En un vídeo de propaganda realizado por ISIS-Wilaya Sinai, el 15 de noviembre de 2018, el grupo emitió una grabación de voz, en la que confirmaban la muerte de al-Masri.